# Naissance en 2023
Naissance
- 2019
- 2020
- 2021
- 2022
- 2023
- 2024
- 2025
- 2026
- 2027

Les naissances en 2023 concernent les personnalités nées entre le 1er janvier et le 31 décembre 2023.

## Mars
- 27 mars : François de Luxembourg, fils du prince Guillaume de Luxembourg et de Stéphanie de Lannoy.